# Flybe
A Flybe (IATA-kódja BE, ICAO-kódja BEE és hívójele JERSEY) egy brit légitársaság volt, melynek székhelye az angliai Exeterben volt található. Ez a társaság Európa legnagyobb független regionális légitársasága volt 2019. januári, a Connect Airways konzorcium általi felvásárlásáig. 210 útvonalat üzemeltetett 15 országban, összesen 71 repülőtérre. A Flybe bázisrepülőtere, karbantartó központja és központi irodája egyaránt az Exeteri nemzetközi repülőtéren volt. Bázisai szerte az Egyesült Királyságban (Manchester, Birmingham, Southampton, Newquay, Cardiff, Edinburgh, Glasgow, Aberdeen, Belfast City), Németországban (Düsseldorf) és Man szigetén voltak. Fontos úti céljai között szerepelt London Heathrow, London City, a Csatorna-szigetek, Amszterdam, illetve Párizs is.A légitársaság azt tervezi, hogy 2022-ben újraindítja a repülést Birminghamből.

## Csődhelyzetben
2020 januárjában az akkori híradások szerint a cégnek sikerült megállapodni a részvényesekkel és a londoni kormánnyal egy 100 millió font körüli hitellel való  finanszírozásáról.
2020. március első hetében viszont bejelentették, hogy a cég csődbe ment - rövid időn belül a negyedik brit légitársaságként jutott erre a sorsra. A cég azonnali hatállyal beszüntette működését.

## Flotta
A Flybe flottája 2019 júniusában a következő repülőgépekből állt:
- 54 De Havilland Canada Dash 8 - Q400
- 11 Embraer E175
- 6 Embraer E195
- 5 ATR 72-600